# Echidnopsis archeri
Echidnopsis archeri är en oleanderväxtart som beskrevs av Bally. Echidnopsis archeri ingår i släktet Echidnopsis och familjen oleanderväxter. Inga underarter finns listade i Catalogue of Life.